# Balcanocerus amaurus
Balcanocerus amaurus är en insektsart som beskrevs av Alexander Fyodorovich Emeljanov 1972. Balcanocerus amaurus ingår i släktet Balcanocerus och familjen dvärgstritar. Inga underarter finns listade i Catalogue of Life.